# Talkin' to Me
"Talkin' to Me" är en R&B-låt framförd av den amerikanska sångerskan Amerie, skriven och komponerad av Rich Harrison till Ameries debutalbum All I Have (2002).
I "Talkin' to Me" sjunger framföraren om en djup förälskelse. I refrängen sjunger sångerskan; "Just ain't no need for words to speak/Cause every touch/Be talkin talkin talkin to me". Låten är i midtempo och innehåller element av smooth jazz. "Talkin' to Me" gavs ut som en marknadsföringssingel från Ameries skiva under sensommaren år 2002 på dubbel A-sida med "I'm Coming Out". Låten valdes senare ut som officiell uppföljare till huvudsingeln "Why Don't We Fall In Love". "Talkin' to Me" hade premiär den 8 oktober 2002. Låten adderades av många amerikanska radiostationer men kom aldrig upp i någon högre radiopublik vilket ledde till en 23:e plats på Billboards radiolista. "Talkin' to Me" noterades för första gången på en 23:e plats på Bubbling Under Hot R&B/Hip-Hop Songs. I slutet av oktober nådde låten sin topp position på USA:s officiella R&B-lista Hot R&B/Hip-Hop Songs, en 18:e plats. Produktionsduon Trackmasters spelade in en remixversion av låten, "Talkin' to Me (Trackmasters Remix)", med Amerie och rapparen Foxy Brown. Remixversionen inkluderades på 12" vinylsinglar vilket senare hjälpte låten att ta sig in på Billboard Hot 100. Där klättrade låten som högst till en 51:a plats.
Musikvideon till "Talkin' to Me" regisserades av Dave Meyers. Videon hade stor framgång och nådde en 11:e plats på BET enligt Billboards Video Monitor.

## Format och innehållsförteckningar
| - Amerikansk dubbel-A-sida med "I Just Died" 1. "Talkin' to Me" – 3:54 2. "I Just Died" – 3:29 - Amerikansk CD-singel 1. "Talkin' to Me" (Album Version) 2. "Talkin' to Me" (Album Edit) 3. "Talkin' to Me" (Trackmasters Remix featuring Foxy Brown) 4. "Talkin' to Me" (Instrumental) 5. "Talkin' to Me" (Trackmasters Remix - Instrumental) | - Amerikansk 12" vinyl/maxisingel 1. "Talkin' to Me" (Trackmasters Remix - Clean featuring Foxy Brown) – 3:35 2. "Talkin' to Me" (Trackmasters Remix featuring Foxy Brown) – 3:35 3. "Talkin' to Me" (Remix featuring Jakk Frost) – 3:50 4. "Talkin' to Me" (Trackmasters Remix - Instrumental) – 3:35 5. "Talkin' to Me" (Trackmasters Remix - No Rap) – 3:34 6. "Talkin' to Me" (Mark Ronson Sunshine Remix) – 3:49 7. "Talkin' to Me" (Mark Ronson Sunshine Remix - Instrumental) – 3:49 8. "Talkin' to Me" (Trackmasters Remix - A Cappella featuring Foxy Brown) – 3:31 |

## Topplistor
| Lista (2002)                          | Topplacering |
| ------------------------------------- | ------------ |
| USA (Billboard Hot R&B/Hip-Hop Songs) | 18           |
| USA (Billboard Hot 100)               | 51           |